# Maison Ravier
Pour les articles homonymes, voir Ravier.
La maison Ravier est un musée français situé dans la commune de Morestel, dans le département de l'Isère. Portant le nom du peintre du XIXe siècle François-Auguste Ravier, qui y a habité les vingt-cinq dernières années de sa vie, le musée valorise l'œuvre de celui-ci et de plusieurs autres artistes ayant travaillé dans la région, notamment François Guiguet.
Ouverte au public depuis 1992, la Maison Ravier est labellisée Maisons des Illustres en 2012. Elle accueille une exposition permanente et des expositions temporaires.